# 長崎市立東長崎中学校
長崎市立東長崎中学校（ながさきしりつひがしながさきちゅうがっこう、Nagasaki City Higashi Nagasaki Junior High School）は、長崎県長崎市矢上町に所在する市立の中学校である。略称「ひがなが」。

## 概要
歴史
1955年（昭和30年）2月11日に西彼杵郡矢上村・北高来郡戸石村・北高来郡古賀村の3町が新設合併し西彼杵郡東長崎町となったことから、その3年後に各村から引き継いだ中学校3校を統合してできた学校である。
校訓
「自主・親和」
校章
3つの円の各一部分を重ね合わせ、3つの中学校の統合を表し、真ん中に「東」の文字を置いている。
校歌
作詞は池田可宵、作曲は磯田有志朗による。歌詞は2番まである。
校区
長崎市立矢上小学校、長崎市立高城台小学校、長崎市立古賀小学校。

## 沿革
前史
- 1947年（昭和22年）4月1日 - 学制改革（六・三制の実施）が行われる。
  - 矢上・古賀・戸石の3村にあった国民学校および青年学校が改組され、新制小学校と新制中学校が発足する。
    - 「矢上村立矢上中学校」
    - 「古賀村立古賀中学校」
    - 「戸石村立戸石中学校」
- 1955年（昭和30年）2月11日 - 矢上・古賀・戸石の3村が合併し、東長崎町が発足する。
  - 以下のように改称。
    - 「東長崎町立矢上中学校」
    - 「東長崎町立古賀中学校」
    - 「東長崎町立戸石中学校」
- 1958年（昭和33年）3月31日 - 統合のため、3校が閉校。

統合
- 1958年（昭和33年）4月1日 - 上記3校が統合され、旧矢上中学校の校地に「東長崎町立東長崎中学校」が開校。
- 1960年（昭和35年）3月31日 - 体育館が完成。
- 1963年（昭和38年）4月20日 - 東長崎町が長崎市へ編入合併したことに伴い、「長崎市立東長崎中学校」（現校名）に改称。
- 1982年（昭和57年）7月23日 - 長崎大水害が発生し、生徒・父兄計8名が犠牲となる。
- 1987年（昭和62年）4月1日 - 東長崎地区の人口増加に伴い、校区の一部を分割し、長崎市立橘中学校が開校し、2・3年生の一部が橘中に転出。
- 2007年（平成19年）11月11日 - 創立50周年記念式典を挙行。

## 部活動
運動部
- 陸上部
- バドミントン部
- 野球部
- バスケットボール部
- 柔道部
- 剣道部
- サッカー部
- 卓球部
- ソフトテニス部
- 水泳部
- バレーボール部

文化部
- 音楽部
- 美術部
- 技術部

## 主な卒業生
- 田川兼三 - 柔道家
- 渡辺航 - 漫画家
- 森保まどか - タレント
- 本西厚博 - 元プロ野球選手

## アクセス
最寄りの鉄道駅
- JR九州 長崎本線 「現川駅」

最寄りのバス停
- 長崎県営バス「矢上」または「番所橋」バス停留所下車。

最寄りの道路
- 国道34号沿い。